# Babja gora (Poljska)
Babja gora (polj. Babia Góra, slov. Babia hora) planina je između Poljske i Slovačke, dio je Karpata. Nacionalni park na ovom području osnovan je 1955. i zauzima površinu od 1734 ha, a od toga 1061 ha (61,2%) otpada na strogi rezervat. Od 1977. područje je od strane UNESCO-a proglašeno kao rezervat biosfere. Najviši vrh Babje gore je Diablak na 1725 metara.
Mogu se naći ostaci iskonske šume Karpata te različiti tipovi šuma: šume bukve (šumska zajednica Dentario glandulosae-Fagetum), šume jele (šumska zajednica Galio-Abietum) ili mješovite jelovo-smrekove šume (šumska zajednica Abieti-Piceetum). Budući da je tlo lako razgradivo postoji debeli sloj humusa, ponekad s karakterom treseta. Postoje različite zone vegetacije, najviša je zona patuljastog bora (lat. Pinus mugo) na 1650 m.
Babja gora se prvi put spominje u 15. stoljeću u kronici Jana Długosza. Prvi put je iscrtana na zemljovidu 1558. Prvi poznati uspon na planinu bio je 1782. Popeo se astronom Jowin Fryderyk Bończa Bystrzycki. Znanstvena istraživanja započela su u drugoj polovici 19. stoljeća.
Na ovom području obitavaju vuk, medvjed i ris, a mogu se naći i primjerci alpske flore. Babja gora dugo je vremena bila najmanji poljski nacionalni park, a današnju površinu od 1734 ha ima od 1997. godine.
Nadimak planine je "majka vremenskih nepogoda" (polj. Matka Niepogód) zbog mogućih čestih promjena vremena. Snijeg se na sjevernim stranama može zadržati do ljeta.
Papa Ivan Pavao II. je u mladim danima, a i kao krakovski biskup i kardinal više puta planinario na Babju goru. Podignuta mu je spomen-ploča.

## Vanjske poveznice
|  | Zajednički poslužitelj ima još gradiva o temi Babja gora (Poljska) |